# فيغورجيفو
فيغورجيفو  [vɛŋɡɔˈʐɛvɔ] ((بالألمانية: Angerburg)‏, (بالليتوانية: Ungura)‏) هي مدينة سياحية في محافظة فارميا-مازوريا، في بولندا، ليست بعيدة عن الحدود مع منطقة أوبلاست كالينينغرادسكايا الروسية. وهي مركز مقاطعة فيغورجيفو (Węgorzewo County). بحيرة مامري (Lake Mamry) (تسمى مامريز حتى عام 1945) تقع بالقرب من المدينة.

## توأمة
لفيغورجيفو اتفاقيات توأمة مع كل من:
- تشيرنياخوفسك
- نيمينسينه
- لفرنكوك [الإنجليزية]‏
- Yavoriv [الإنجليزية]‏
- روتنبورغ آم نكار

## روابط خارجية
- Municipal website
- Angerburg - Ostpreußen, town and district history (بالألمانية) * Węgorzewo rock music festival (بالبولندية) | ضبط استنادي | ضبط استنادي                                                                                                                                |
| ----------- | --- |
| دولية       | - ملف الضبط الاستنادي الافتراضي الدَّولي (VIAF)                                                                                              |
| وطنية       | - الملف الاستنادي المتكامِل (GND) - مكتبة الكونغرس (LCNAF) - قاعدة البيانات الوطنية التشيكية (NLCR AUT) - المكتبة القومية الإسرائيلية (J9U) |
| جغرافية     | - MusicBrainz area |